# David Garnett
David Garnett (1892. március 9. – 1981. február 17.) angol író, könyvkiadó. A Bloomsbury-kör kiemelkedő alakja. Legnevezetesebb irodalmi elismerése az 1922-ben a Rókafeleség (Lady into Fox) című regényéért elnyert Hawthornden-díj és James Tait Black-emlékdíj volt.

## Élete
David Garnett szülei egyetlen gyermekeként az angliai Brightonban született bibliofil családba. Apja, Edward Garnett író, kritikus és jelentős irodalmi szerkesztő volt, anyja, Constance Garnett a klasszikus orosz irodalom jeles fordítója.
Davidnek gyerekkorában volt egy nyúlszőr kabátkája. Ennek köszönhette „Bunny” („Nyuszi”) becenevét, ami egy életre rajta maradt. Közeli barátai és rokonai mindig így szólították. Bunny eredetileg botanikát tanult és a gombákra szakosodott. Apja kiterjedt irodalmi kapcsolatainak köszönhetően ismerte meg a Bloomsbury-kör egyes tagjait, akik igazán akkor ismerték el „rendes tag”-ként, amikor 1914-ben a festő Duncan Grant szeretője lett, akivel egy gyümölcsösben végzett munka során kötött szorosabb ismeretséget. (Ezzel a társadalmi munkával váltották ki a háborúban való fegyveres részvételt, amit lelkiismereti okokból tagadtak meg.)
Az első világháború után Garnett a Sohóban nyitott könyvesboltot. Emellett bőven maradt ideje, hogy íráskészségét fejlessze. Első regényét még álnéven publikálta 1919-ben, ezt követte a Rókafeleség – egy férfi története, akinek rókává változik a felesége – 1922-ben, amelyet már saját neve alatt jelentetett meg, s amellyel a már említett gyors sikert aratta. Ettől kezdve minden idejét az írásnak szentelte.
Homoszexuális kalandjai ellenére Garnett elsősorban mégis heteroszexuális volt. Első felesége Rachel „Ray” Marshall illusztrátor volt, a legtovább élő Bloomsbury-tag, Frances Partridge lánya. Garnettel két közös gyermekük született. 1940-ben azonban Rachel Marshall mellrák következtében elhunyt. Garnett második felesége nem más volt, mint korábbi fiúszerelme, Duncan Grant lánya, Angelica Bell, akinek 1918-as születésénél későbbi férje is jelen volt. Mi több, Angelica Bell kereken egy napos volt, amikor Garnett egy barátjához írott levélben hangot adott későbbi nősülési szándékának. Mikor 1942-ben Garnett valóban elvette a felcseperedett leányt, a szülők nem voltak elragadtatva a boldogságtól. Második házasságából Garnettnek négy lánya született, a rég óhajtott románc mégis válással végződött. Angelica anyja és nevelőapja egyébként szintén a Bloomsbury-kör tagjai voltak, s rokoni szálak fűzték a családot Virginia Woolfhoz is.
A második világháború idején Garnett sutba dobva korábbi pacifista meggyőződését, önként jelentkezett a Brit Királyi Légierő tartalékalakulatába. A légügyi minisztérium politikai hadviselési igazgatóságához csatlakozva ontotta magából a háború hasznossága mellett érvelő propagandaanyagokat. A háború után folytatta szépírói tevékenységét, emellett önéletírásba is belekezdett és jelentős szerkesztői munkát folytatott, részt vállalva két sikeres kiadó alapításában és vezetésében is.
Angelica Belltől való elválása után a Garnett Franciaországba, Cahors közelébe költözött, s 1981-ben bekövetkezett haláláig ott is élt.

## Magyarul
- A róka-asszony; ford. Déry Tibor; Franklin, Bp., 1937 (Külföldi regényírók)
- A hazatérő tengerész. Regény; ford., utószó Vajda Gábor; Európa, Bp., 1960
- A rókafeleség / Ember az állatkertben; ford. Déry Tibor, utószó Ungvári Tamás; Szépirodalmi, Bp., 1975 (Olcsó könyvtár)
- Pokahontasz avagy Virginia gyöngye; ford. Gy. Horváth László; Európa, Bp., 1977 (Századok, emberek)